# Arenberg-Nordkirchen
Ngựa Arenberg-Nordkirchen, tiếng Đức: Arenberg-Nordkirchner, là một giống ngựa cưỡi có kích thước nhỏ từ tây bắc nước Đức. Nó đã được cho là tuyệt chủng vào năm 1985, nhưng vào năm 1995 một số lượng nhỏ đã được phát hiện, và từ năm 1999 số lượng giống ngựa này vẫn ổn định vào khoảng 20-25 con.

## Lịch sử
Giống Arenberg-Nordkirchen được bắt đầu vào năm 1923 bởi Công tước Arenberg sau đó với tư cách là đàn ngựa bán hang dã trên các khu bất động sản của ông ở Nordkirchen, gần Münster ở Westphalia. Số lượng ngựa lúc này chỉ khoảng 40 con. Năm 1968, toàn bộ đàn được bán cho một nhà lai tạo từ Nordkirchen, người đã quyết định cho lai với các giống ngựa và ngựa nhỏ khác để cải thiện phẩm chất cưỡi ngựa của giống ngựa này. Trong những năm 1980, đàn ngựa đã bị phá vỡ, và những con ngựa được bán ở Schleswig-Holstein và North Rhine-Westphalia, nơi chúng trở thành một phần của quần thể ngựa cưỡi Đức.
Các cá thể ngựa Arenberg-Nordkirchen đã được nhìn thấy tại Tuần lễ Xanh quốc tế của Berlin vào năm 1984, sau đó nó đã được cho là tuyệt chủng. Năm 1995, một số lượng nhỏ các cá thể ngựa giống này còn sống sót đã được tìm thấy. Từ năm 1999, số lượng ngựa giống này được biết đến vẫn ổn định vào khoảng 20-25 con. Vào năm 2007, có bốn con ngựa đực và mười tám ngựa cái.
Arenberg-Nordkirchen được xếp vào loại "Danh mục I: cực kỳ nguy cấp" trên danh sách Rote Liste (danh sách đỏ) của Gesellschaft zur Erhaltung alter und gefährdeter Haustierrassen, hiệp hội quốc gia Đức về bảo tồn các giống vật nuôi lịch sử và đang bị đe dọa; nó được FAO liệt kê là "nguy cấp" năm 2007. Tuy nhiên, giống ngựa này không nằm trong số 151 giống ngựa được Đức báo cáo cho DAD-IS.